# Aglaureion
L'Aglaureion (greco Αγλαύρειο) o santuario di Aglauro era il luogo di culto dedicato ad Aglauro (o Agraulo), situato alle pendici dell'Acropoli di Atene.
Si trattava di un piccolo santuario dedicato ad Aglauro, figlia di Cecrope, mitico primo re dell'Attica.

## Storia
Erodoto riferisce che i Persiani scalarono la rocca dell'Acropoli in qualche punto nei pressi dell'Aglaureion quando catturarono e distrussero la cittadella nel 480 a.C.

## Collocazione

Pianta dell'Acropoli di Atene: il numero 21 (in alto) identifica la fonte micenea del versante settentrionale in cui inizialmente si riteneva fosse l'Aglaureion, mentre ipotesi più recenti lo collocano nel versante orientale (a destra), al n. 27 (grotta di Aglauro).

La sua posizione precisa è discussa. Fino agli anni ottanta del Novecento la maggior parte degli studiosi concordava che l'Aglaureion fosse collocato da qualche parte lungo il versante settentrionale dell'acropoli (il candidato più popolare era l'antica fonte micenea), tuttavia il ritrovamento nel 1980 di un'antica stele nel versante orientale (a buona distanza sotto la caverna orientale) ha spostato la possibile collocazione del tempio. Tale stele era dedicata dagli ateniesi a una sacerdotessa di Aglauro e presenta iscrizioni che risalgono al III secolo a.C.; le iscrizioni precisano che la stele doveva essere eretta "nel santuario di Aglauro". Dal momento che la stele è stata rinvenuta intatta e ancora attaccata alla sua base, G. Dontas ha sostenuto che fosse ancora nella sua posizione originale e che dunque l'Aglaureion doveva trovarsi sul versante orientale (ciò sposterebbe sullo stesso versante anche la collocazione di altri santuari non indagati dal punto di vista archeologico, che secondo fonti letterarie erano vicini all'Aglaureion).